# La banda di Eddie
La banda di Eddie (Eddie and The Cruisers) è un film del 1983 diretto Martin Davidson.
Basato sul romanzo Eddie and the Cruisers di P. F. Kluge e sulla musica di John Cafferty & The Beaver Brown Band, ha avuto un sequel nel film Eddie and the Cruisers II: Eddie Lives! del 1989 con protagonista Michael Paré, che reinterpretò il ruolo del cantante Eddie Wilson.

## Trama
Una reporter televisiva di nome Maggie Foley propone alla sua emittente la realizzazione di un documentario sulla vita del cantante Eddie Wilson, morto in un misterioso incidente d'auto e frontman dei Eddie and the Cruisers, una rock and roll band del New Jersey. L'interesse verso il gruppo è derivato dalla ristampa del primo album del gruppo, dalla morte del cantante e dal furto delle registrazioni del secondo disco, mai rilasciato.
Maggie visita l'ex paroliere Frank Ridgeway, il quale non rilascia interviste, ma inizia a ricordare i momenti passati. Attraverso dei flashback via a conoscenza di come Frank sia entrato a far parte della band, di come potenziò i testi delle canzoni creando una perfetta alchimia con la musica di Eddie, portando la band in tour promozionale con l'album Tender Years.
Il rinnovato interesse per il gruppo, fa nascere in Frank un rimpianto per gli anni passati e una curiosità sulla sorte dei suoi compagni: visita l'ex manager Doc Robbins e il bassista Sal Amato, che aveva appena organizzato un concerto tributo a Eddie. I ricordi però non sono sempre piacevoli: dalla morte del sassofonista Wendell Newton, all'episodio in cui Eddie presentò al pubblico Frank con un falso nome, Toby Tyler, durante un concerto, denigrandolo, alla registrazione del secondo album, mai pubblicato, A Season in Hell.
Il disco era stato concepito dopo la morte per overdose di Wendell, colonna portante della musica di Eddie e ispirato all'omonima raccolta poetica di Arthur Rimbaud. A causa del sound molto più duro e cupo rispetto all'album precedente, questo secondo album non fu accettato dai produttori, che decisero di togliere il supporto finanziario al suo completamento e relativa pubblicazione. La tensione era alta tra i componenti del gruppo e Sal disse che avrebbero dovuto limitarsi a creare un'altra On The Dark Side, fatta di canzoni dal successo commerciale, poiché dopotutto, erano solo un gruppo di ragazzi del New Jersey.
Eddie si rese conto che i suoi compagni avevano smesso di sognare e di cercare l'evoluzione del loro sound. L'incontro tra Frank e Joann porta alla luce quelle tensioni e della fuga di Eddie dallo studio di registrazione. Quel giorno Joann lo seguì e Eddie la guidò fino al Palazzo della Depressione (Palace of Depression), un luogo pieno di ricordi d'infanzia per Eddie e definito dal suo creatore, un castello costruito dal niente, dalla spazzatura.
Eddie capì che non vi era nessun motivo per continuare a suonare e abbandonò Joann e la musica; il giorno seguente uscì la notizia dell'incidente e della morte del cantante, nonostante il corpo non venne mai trovato. La donna raccontò inoltre di come vent'anni prima aveva rubato i nastri del secondo album e del presente stalking telefonico che stava ricevendo.
Joann era ipnotizzata dall'ipotesi che il cantante potesse essere ancora vivo e insieme a Frank recuperò le registrazioni: fu Doc che si presentò a ritirarle spacciandosi per Eddie, venne smascherato, ma Joann decise ugualmente di donargliele. In questo modo il documentario di Maggie fu terminato e durante la trasmissione, un vecchio Eddie guarda soddisfatto il rinnovato interesse per la sua musica.

## Stile
Il film si caratterizza per un elevato uso di flashback dei componenti della band, che portano lo spettatore ad immedesimarsi nella giornalista e a conoscere gli avvenimenti attraverso piccoli tasselli. Il contesto storico utilizzato è quello del New Jersey degli anni sessanta per i ricordi e gli anni ottanta per il presente, nonostante le sonorità musicali abbiano una chiara impronta di quest'ultimo periodo.
Il regista voleva un cantante sconosciuto per la realizzazione della colonna sonora e rifiutò un'offerta di finanziamento del film che includeva il musicista Rick Springfield come clausola musicale. Fu attraverso Kenny Vance dei Jay and the American che John Cafferty & The Beaver Brown Band entrarono nel progetto, anche se inizialmente John Cafferty era riluttante a cedere i diritti per Tender Years e Wild Summer Nights, di cui aveva già rilasciato un 45 giri. La colonna sonora fu rilasciata con la CBS Records e ottenne un triplo disco di platino negli Stati Uniti, raggiungendo la posizione numero nove della Billboard 200 del 1983 e la settima posizione della Billboard Hot 100 dello stesso anno per il singolo On The Dark Side.
La scelta sul ruolo di Eddie Wilson ricadde su Michael Paré, che venne scoperto in un ristorante di New York dove lavorava come cuoco. In seguito, fu lo stesso Paré a sostenere la realizzazione del sequel Eddie and the Cruisers II: Eddie Lives! del 1989, di cui però il regista Davison rifiutò alla collaborazione e solo Matthew Laurance del cast originale entrò a farne parte.